# Ryan Moats
Ryan Moats (* 17. Dezember 1982 in Dallas, Texas) ist ein ehemaliger US-amerikanischer American-Football-Spieler auf der Position des Runningbacks. Er spielte bei den Philadelphia Eagles und den Houston Texans in der National Football League (NFL).

## Karriere

### College
Moats kam mit guten Leistungen aus der High-School-Zeit in die Louisiana Tech University. Insgesamt absolvierte er bei den Louisiana Tech Bulldogs 32 Spiele. 2004 erhielt er den Preis für den WAC Offensive Player of the Year.

### NFL
Die Philadelphia Eagles verpflichteten Moats in der dritten Runde des NFL Draft als 77. Spieler. Er war als Backup hinter Brian Westbrook gesetzt. Durch eine Verletzung Westbrooks kam Ryan Moats gegen Ende der Saison zu seinen ersten Einsätzen. Seinen ersten Touchdown erzielte er gegen die New York Giants. Er lief zudem in elf Versuchen 114 Yards. 2006 kam er nur zu einigen wenigen Einsätzen, 2007 musste er aufgrund einer Verletzung die komplette Saison pausieren. Kurz vor Saisonbeginn 2008 strichen ihn die Eagles aus dem Kader.
Nach einem Kurzauftritt bei den Arizona Cardinals kam Moats im Oktober 2008 zu den Houston Texans. Bei den Texans wurde er regelmäßig eingesetzt. Im Oktober 2009 gelangen ihm nach dem verletzungsbedingten Ausfall von Steve Slaton drei Touchdowns in einem Spiel. Seine gute Leistung wurde in der Folge mit einem Stammplatz belohnt.
Im Juni 2010 verpflichteten die Minnesota Vikings Ryan Moats, warfen ihn aber kurz vor der Saison wieder aus dem Kader.